# Notte delle Fiandre
La Notte delle Fiandre (in olandese De Nacht van Vlaanderen) è un evento di atletica leggera che si svolge dal 1980 a Torhout, in Belgio; tradizionalmente la data coincide con il terzo venerdì del mese.
L'evento nacque come campionato nazionale di ultramaratona sulla distanza di 100 km, ma dal 1991 viene dato spazio anche alla maratona e gare minori accessorie. La gara di 100 km è inoltre riconosciuta dalla federazione internazionale dell'ultramaratona ed è stata diverse volte valevole per il campionato mondiale ed europeo di specialità.
Il record delle vittorie appartiene a Jean-Paul Praet, atleta belga che si è aggiudicato 8 volte la competizione.

## Il percorso
Si tratta essenzialmente di un percorso piatto, senza particolari dislivelli, che ne fa una gara relativamente abbordabile anche per i principianti. Attualmente la maratona prevede un giro di circa 23 km più un giro da poco più di 19 km che coprono strade di campagna fra Torhout e la vicina Lichtervelde. I partecipanti della 100 km, dopo la maratona proseguono per altri 3 giri da 19 km.

## Record della 100 km di ultramaratona
- Maschile: 6h15'30" Jean-Paul Praet,  Belgio (24 giugno 1989)
- Femminile: 7h34'37" Alzira Lario,  Portogallo (17 giugno 1994)

## Albo d'oro

### Ultramaratona
| Anno | Gara maschile          | Gara maschile  | Gara maschile | Gara femminile     | Gara femminile     | Gara femminile     |
| Anno | Vincitore              | Nazione        | Tempo         | Vincitrice         | Nazione            | Tempo              |
| ---- | ---------------------- | -------------- | ------------- | ------------------ | ------------------ | ------------------ |
| 1980 | Dieter Dippel          | Germania Ovest | 8h45'         | Gara non disputata | Gara non disputata | Gara non disputata |
| 1981 | Dieter Dippel          | Germania Ovest | 8h16'         | Gara non disputata | Gara non disputata | Gara non disputata |
| 1982 | Lucien Van Lancker     | Belgio         | 7h11'         | Rita Dezeure       | Belgio             | 14h15'             |
| 1983 | Gilbert Gevaert        | Belgio         | 7h02'12"      | Monica Schmidt     | Germania Ovest     | n/d                |
| 1984 | Roger Luyckx           | Belgio         | 6h43'34"      | Angela Mertens     | Belgio             | 8h36'              |
| 1985 | Yiannis Kouros         | Grecia         | 6h26'06"      | Angela Mertens     | Belgio             | 8h23'              |
| 1986 | Jean-Paul Praet        | Belgio         | 6h03'51"      | Sandra Kiddy       | Stati Uniti        | 8h01'16"           |
| 1987 | Domingo Catalán        | Spagna         | 6h19'35"      | Agnès Eberle       | Svizzera           | 8h01'33"           |
| 1988 | Jean-Paul Praet        | Belgio         | 6h26'46"      | Katherine Janicke  | Germania Ovest     | 8h06'35"           |
| 1989 | Jean-Paul Praet        | Belgio         | 6h15'30"      | Marta Vass         | Ungheria           | 8h11'49"           |
| 1990 | Jean-Paul Praet        | Belgio         | 6h35'36"      | Marta Vass         | Ungheria           | 7h41'42"           |
| 1991 | Jean-Paul Praet        | Belgio         | 6h33'51"      | Eleanor Robinson   | Regno Unito        | 8h12'41"           |
| 1992 | Jean-Paul Praet        | Belgio         | 6h24'46"      | Marta Vass         | Ungheria           | 7h37'05"           |
| 1993 | Jean-Paul Praet        | Belgio         | 6h28'12"      | Marta Vass         | Ungheria           | 7h40'55"           |
| 1994 | Jean-Paul Praet        | Belgio         | 6h29'42"      | Alzira Lario       | Portogallo         | 7h34'37"           |
| 1995 | Konstantin Santalov    | Russia         | 6h28'52"      | Maria Bak          | Germania           | 8h00'29"           |
| 1996 | Andrzej Magier         | Polonia        | 6h24'11"      | Marta Vass         | Ungheria           | 8h16'51"           |
| 1997 | Jan Van den Driessche  | Belgio         | 6h48'11"      | Svetlana Savoskina | Russia             | 8h05'20"           |
| 1998 | Gregoriy Murzin        | Russia         | 6h23'29"      | Svetlana Savoskina | Russia             | 7h45'43"           |
| 1999 | Dmitriy Radyuchenko    | Russia         | 6h36'41"      | Elena Bikulova     | Russia             | 7h56'02"           |
| 2000 | Farid Ganiev           | Russia         | 6h33'19"      | Edit Berces        | Ungheria           | 7h52'16"           |
| 2001 | Gino de Leu            | Belgio         | 6h43'53"      | Elena Bikulova     | Russia             | 8h08'59"           |
| 2002 | Mario Fattore          | Italia         | 6h34'23"      | Tatjana Zjyrkova   | Russia             | 7h37'06"           |
| 2003 | Igor Tyazhkorob        | Russia         | 6h36'32"      | Edit Berces        | Ungheria           | 8h02'06"           |
| 2004 | Aleksandr Holovnitskiy | Ucraina        | 6h38'04"      | Nadezhda Karasova  | Russia             | 7h51'58"           |
| 2005 | Valmir Nunes           | Brasile        | 7h15'17"      | Inez Jacquemart    | Belgio             | 9h20'37"           |
| 2006 | Jose Maria González    | Spagna         | 6h23'44"      | Birgit Schönherr   | Germania           | 7h58'44"           |
| 2007 | Marc Papanikitas       | Belgio         | 7h17'58"      | Barbara Mallmann   | Germania           | 8h54'16"           |
| 2008 | Pieter Vermeesch       | Belgio         | 6h55'22"      | Helena Crossan     | Irlanda            | 7h53'41"           |
| 2009 | Yasukazu Miyazato      | Giappone       | 6h40'43"      | Kami Semick        | Stati Uniti        | 7h37'23"           |
| 2010 | Jaroslaw Janicki       | Polonia        | 7h10'15"      | Connie Braekman    | Belgio             | 8h59'22"           |
| 2011 | Evgeni Glyva           | Ucraina        | 6h52'58"      | Marija Vrajicis    | Croazia            | 7h37'34"           |
| 2012 | Aleksandr Holovnitskiy | Ucraina        | 6h48'21"      | Irina Vishnevskaya | Russia             | 7h52'06"           |